# Echeveria subrigida

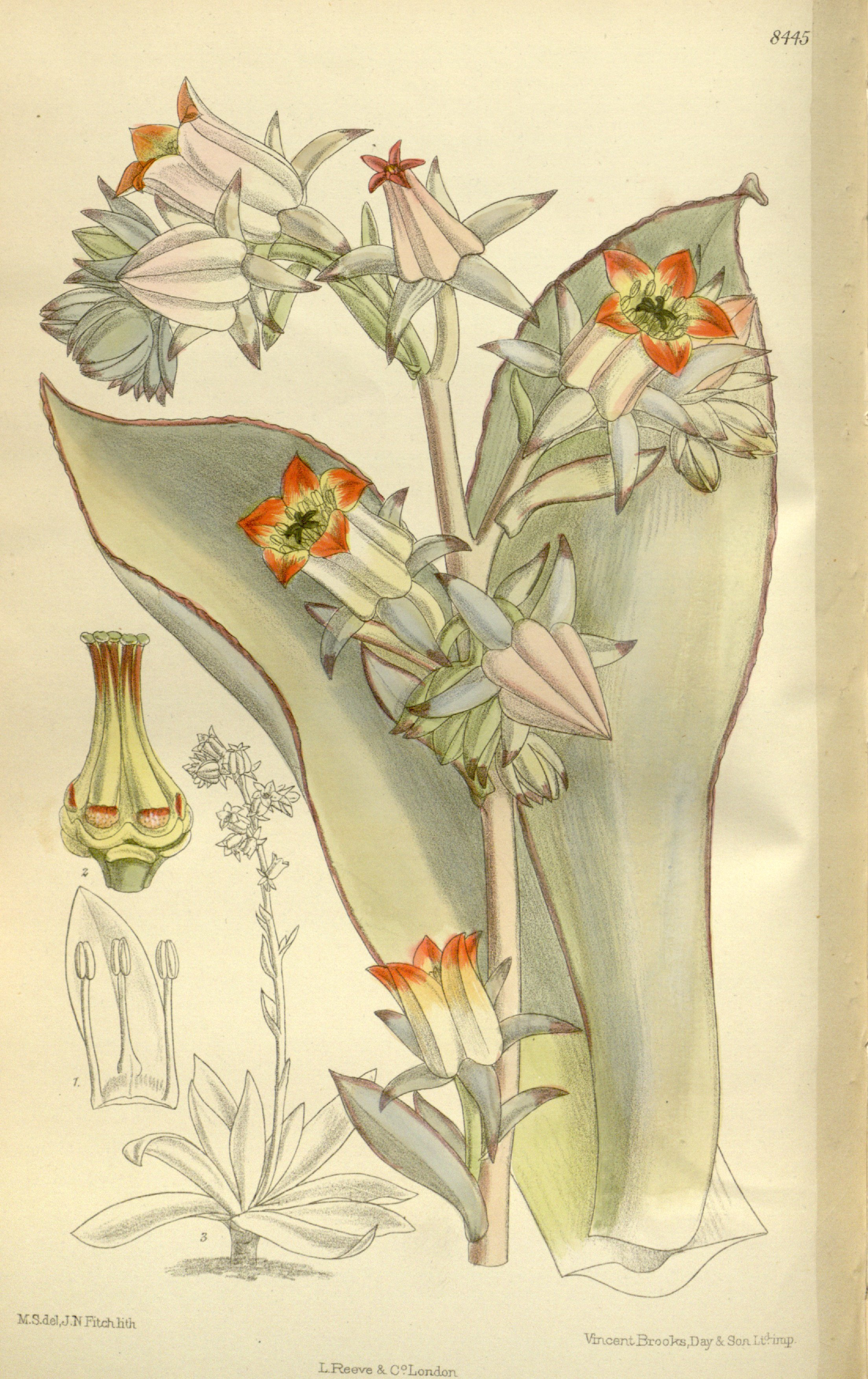
Ilustrações de Curtis's Botanical Magazine

Echeveria subrigida é uma espécie de planta suculenta nativa do México. Foi formalmente descrita em 1903 por Benjamin Lincoln Robinson e Henry Eliason Seaton. O seu basônimo é Cotilédone subrigida.